# Mbox

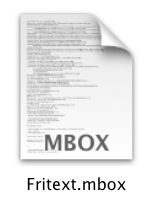
Icono de archivo Mbox y nombre genérico, en Mac OS X.

Mbox es un término genérico para una familia de formatos de documento que se usa para almacenar conjuntos de correos electrónicos. Todos los mensajes de un buzón de correo (mailbox) quedan concatenados en un único documento. El principio de cada mensaje está marcado por una vacía que empieza por los cinco caracteres «From » (que significa «desde» en inglés y un espacio en blanco), y una línea en blanco para marcar el final. Durante un tiempo el formato mbox fue popular debido a que se podía usar muy fácilmente herramientas de procesado de documentos de texto para modificar dichos documentos.
Al contrario de los protocolos de Internet usados para el intercambio de correo, el formato usado para almacenamiento de correo se dejó completamente en manos del desarrollador del cliente de correo electrónico. Mbox nunca ha sido formalmente definido a través de un RFC, por lo que han aparecido programas de conversión para transferir el correo entre distintos clientes de correo.

## El problema del bloqueo
Debido a que se almacena más de un mensaje en un único documento, se necesita algún tipo de bloqueo para evitar que este pueda corromperse cuando dos o más procesos accedan simultáneamente. Esto podría ocurrir si un programa de reparto de correo está escribiendo un mensaje nuevo en el documento, mientras que un cliente de correo electrónico está borrando otro mensaje al mismo tiempo.
El formato maildir es una alternativa posterior que soluciona los problemas de bloqueo de mbox.

## Ejemplo
```
From hansolo@ixazon.dynip.com Sat Aug 03 02:56:55 2002
Received: from ... by ... with ESMTP;
Subject: Prueba
From: <build.9.0.2416@ixazon.dynip.com>
To: <junkdtectr@carolina.rr.com>

>Desde el principio de los tiempos, la gente ha escrito cartas.

From someoneelse@loa.invalid Sun Aug 04 12:56:55 2002
Received: from ... by ... with SMTP
Subject: Iggeret
To: <you@aoeu.snth>

Ha iggeret hazot niktava blashon ivrit.

```